# Acrocomia crispa
Acrocomia crispa là loài thực vật có hoa thuộc họ Arecaceae. Loài này được (Kunth) C.F.Baker ex Becc. mô tả khoa học đầu tiên năm 1912.